# Irena Karpińska
Irena Karpińska (ur. 24 sierpnia 1901 w Żerocinie na Podlasiu, zm. 6 maja 1985 w Siedlcach) – polska malarka, nauczycielka, twórca monotypii barwnych, a także sztuki abstrakcyjnej. Spod jej ręki wyszło łącznie 110 prac malarskich. Jest jedną z 7 osób, której prace znalazły się na wystawie "Tworzyli w Siedlcach"

## Życiorys
Urodziła się w 1901 roku w Żerocinie na Podlasiu. Była pierwszym z czwórki dzieci Julii z Modzelewskich i Józefa Karpińskiego – leśnika. Z powodu jego pracy rodzina zmuszona była często się przeprowadzać, z Podlasia na Ukrainę, a stamtąd na Grodzieńszczyznę. Po wybuchu I wojny światowej w 1914 roku rodzina kolejny raz musiała się przenieść i tak w 1920 roku osiedliła się w Siedlcach, gdzie Józef Karpiński dostał pracę w Dyrekcji Lasów Państwowych. Irena razem z siostrą Joanną rozpoczęła naukę w Żeńskim Gimnazjum Filologicznym Konstancji Zembrzuskiej w Siedlcach. Później siostry przeniosły się do Żeńskiego Gimnazjum im. Królowej Jadwigi w Siedlcach, gdzie uzyskały świadectwo dojrzałości.
W 1924 roku Irena rozpoczęła studia polonistyczne na uniwersytecie w Poznaniu, jednak po roku przeniosła się do Szkoły Sztuk Zdobniczych i Przemysłu Artystycznego. W 1928 roku po raz kolejny zmieniła studia, tym razem na Wydziale Sztuk Pięknych Uniwersytetu Stefana Batorego w Wilnie w pracowni malarstwa monumentalnego profesora Ludomira Sleńdzińskiego. Po ukończeniu studiów w 1933 roku wróciła do Siedlec, gdzie nauczała rysunku w szkołach średnich. Podczas II wojny światowej brała udział w tajnym nauczaniu, w ramach którego w 1944 roku zorganizowała Miejską Szkołę Malarstwa i Przemysłu Artystycznego, która funkcjonowała aż do 1947 roku. Irena była jej dyrektorką i nauczycielką kompozycji, grafiki i rzeźby. Po zamknięciu tej szkoły Irena pracowała jako nauczycielka w Liceum Pedagogicznym w Siedlcach, a następnie w latach 1952-1960 jako wicedyrektorka i nauczycielka w IV Liceum Ogólnokształcącym im. Hetmana Żółkiewskiego w Siedlcach, była także pedagogiem w I Liceum Ogólnokształcącym im. Bolesława Prusa w Siedlcach, po czym w 1976 roku przeszła na emeryturę. Irena Karpińska zmarła 6 maja 1985 roku w Siedlcach.

## Wybrane prace
- Niebo pełne butów (cykl z lat 50. XX wieku, Muzeum Regionalne w Siedlcach[2])
- Matka (monotypia barwna, lata 50. XX wieku, Muzeum Regionalne w Siedlcach)
- Prócz życia wszystko ocalało. Koszmar (monotypia barwna, lata 60/70 XX wieku, Muzeum Regionalne w Siedlcach)
- Ślub w rocznicę Hiroszimy (monotypia barwna, lata 60/70 XX wieku, Muzeum Regionalne w Siedlcach)
- Bukiet (kompozycja abstrakcyjna, Muzeum Regionalne w Siedlcach)